# Arthur Joseph Serratelli

Wappen von Arthur Joseph Serratelli

Arthur Joseph Serratelli (* 18. April 1944 in Newark) ist ein US-amerikanischer Geistlicher und emeritierter römisch-katholischer Bischof von Paterson.

## Leben
Der Rektor des Päpstlichen Nordamerika-Kollegs, Francis Frederick Reh, weihte ihn am 20. Dezember 1968 zum Priester. 
Papst Johannes Paul II. ernannte ihn am 3. Juli 2000 zum Weihbischof in Newark und Titularbischof von Enera. Der Erzbischof von Newark, Theodore McCarrick, spendete ihm am 8. September desselben Jahres die Bischofsweihe; Mitkonsekratoren waren Michael Angelo Saltarelli, Bischof von Wilmington, und Paul Gregory Bootkoski, Weihbischof in Newark. Als Wahlspruch wählte er Vivere Christus Est. 
Am 1. Juni 2004 wurde er zum Bischof von Paterson ernannt und am 6. Juli desselben Jahres in das Amt eingeführt. Papst Benedikt XVI. ernannte ihn am 2. Februar 2011 zum Sekretär des „Vox Clara“ Komitees.
Am 28. Oktober 2016 ernannte ihn Papst Franziskus zum Mitglied der Kongregation für den Gottesdienst und die Sakramentenordnung.
Papst Franziskus nahm am 15. April 2020 das von Arthur Joseph Serratelli aus Altersgründen vorgebrachte Rücktrittsgesuch an.